# 2117
Het jaar 2117 is een jaartal volgens de christelijke jaartelling.

## Gebeurtenissen
- 11 december - Er vindt een Venusovergang plaats, deze start om 23:58 en eindigt om 05:38 UTC.